# Смоленская провинция
Смоленская провинция — одна из провинций Российской империи. Центр — город Смоленск.
Смоленская провинция была образована в составе Рижской губернии по указу Петра I «Об устройстве губерний и об определении в оныя правителей» в 1713 году. В состав провинции были включены города Смоленск, Белый, Вязьма, Дорогобуж и Рославль. По ревизии 1710 года в провинции насчитывалось 26,3 тыс. крестьянских дворов.
В 1726 году Смоленская провинция была преобразована в отдельную Смоленскую губернию.